# Władimir Biendierow
Władimir Nikołajewicz Biendierow ros. Владимир Николаевич Бендеров (ur. 4 sierpnia 1924 w Moskwie, ZSRR, zginął 3 czerwca 1973 w katastrofie lotniczej na lotnisku Le Bourget pod Paryżem) – inżynier, generał major lotnictwa, był członkiem radzieckiego korpusu kosmonautów.

## Życiorys
W 1941 w Moskwie ukończył szkołę średnią. Dwa lata później, w Saratowie, został absolwentem specjalnej szkoły sił powietrznych ZSRR. W 1944 został absolwentem Wasilkowskiej Wojskowej Szkoły Lotniczej. Później kontynuował naukę w Moskwie, gdzie w 1950 ukończył Wojskową Akademię Techniczną im. N. Żukowskiego (Военно-инженерная академия имени Н.Е.Жуковского) – specjalność silniki dla aparatów latających. Służbę wojskową rozpoczął latem 1950 w Państwowym Instytucie Naukowo-Doświadczalnym Sił Powietrznych (ГК НИИ ВВС), gdzie jako inżynier zajmował się testami silników i paliw. We wrześniu 1953, bez przerywania służby wojskowej, został oddelegowany do Ministerstwa Przemysłu Lotniczego ZSRR i skierowany do pracy w zakładach lotniczych Doświadczalnego Biura Konstrukcyjnego A. N. Tupolewa (ОКБ А. Н.Туполева). Był tam do 1965 wiodącym inżynierem. Od 1954 brał udział w lotach doświadczalnych samolotów w tym: Tu-124, Tu-134 i Tu-144. Testował również bombowiec strategiczny Tu-104, samoloty Tu-104A i Tu-107 oraz system tankowania w powietrzu samolotu Tu-16. W 1959 uczestniczył w przygotowaniach samolotu Tu-114 do lotów na trasach Moskwa-Nowy Jork i Moskwa-Waszyngton. Od 1960 został szefem stacji lotniczo-doświadczalnej (ОКБ-156), a później zastępcą naczelnika bazy lotniczej ds. doświadczalnych. Od 1964 brał udział w lotach doświadczalnych wszystkich samolotów, które powstały w Doświadczalnym Biurze Konstrukcyjnym A. N. Tupolewa.
Wiosną 1964 w Naukowo-Badawczym Szpitalu Lotniczym (НИАГ) pomyślnie przeszedł badania lekarskie dla kandydatów do lotu na pokładzie statku kosmicznego Woschod. Był kandydatem skierowanym przez Ministerstwo Przemysłu Lotniczego ZSRR. Do grupy przygotowującej się do takiej misji miał być wybrany przez Siergieja Korolowa. Od 1 czerwca 1964 razem z innymi kandydatami rozpoczął trening, który po miesiącu przerwali lekarze stwierdzając, iż z uwagi na stan zdrowia nie może uczestniczyć w dalszych przygotowaniach. Według innych źródeł Biendierow nie mieścił się w ciasnej kabinie Woschoda, w której miało znaleźć się aż trzech kosmonautów. W lutym 1965 Andriej Tupolew jeszcze raz spróbował umieścić Biendierowa w grupie kosmonautów, ale nie przyniosło to pożądanego rezultatu. Pomimo tego niepowodzenia Tupolew nadal uważał, że jest on jednym z niewielu kandydatów, który będzie mógł uczestniczyć w lotach doświadczalnych projektowanych przez jego biuro w latach 60. systemów aerokosmicznych (chodzi załogowy rakietoplan „Zwiezda” oznaczony jako Tu-136).
W czasie kariery lotniczej ustanowił 22 rekordy świata w sporcie samolotowym. M.in. w 1959 na 1000-kilometrowej zamkniętej trasie, na samolocie Tu-104B ze standardowym ładunkiem, osiągnął rekordową prędkość przelotową wynoszącą 1015,9 km/h. Inne rekordy ustanawiał na samolotach typu Tu-104 A i E.
Odznaczony był Orderem Lenina i licznymi medalami wojskowymi.
Zginął 3 czerwca 1973 w katastrofie lotniczej samolotu Tu-144 podczas pokazów na lotnisku Le Bourget pod Paryżem w czasie Międzynarodowego Salonu Lotniczego w Paryżu. Pochowany został na Cmentarzu Nowodziewiczym w Moskwie.